# Salzwedeler Kleinbahn Nr. 5
Die Salzwedeler Kleinbahn Nr. 5 war eine von der Firma Henschel 1903 hergestellte dreifach gekuppelte Schmalspurlokomotive.

## Geschichte
Gebaut wurde die Lok für die meterspurigen Salzwedeler Kleinbahnen. Diese wurde jedoch in den 1920er Jahren umgespurt, so dass die Lok überflüssig wurde. 1928 wurde sie an die Franzburger Kreisbahnen (FKB) verkauft. Hier bekam sie die Nr. 9 in zweiter Besetzung, dazu kam als Typ-Zeichen ein hochgestelltes o. Es entsprach nicht ganz der üblichen Bezeichnung, da dieses für dreifach gekuppelte Lokomotiven mit 6 t Achsdruck in 750-mm-Spur vorgesehen war. Auf der FKB bewährte sich die Lok gut und war selbst noch beim Abbau der Strecke 1970 im Einsatz. Unter der Betriebsführung der Pommerschen Landesbahnen bekam sie die Nr. 130, bei der Deutschen Reichsbahn ab 1949 die Nr. 99 5611. Nach ihrer Ausmusterung im Jahre 1970 wurde sie drei Jahre später im Bahnbetriebswerk Wernigerode-Westerntor wieder aufgearbeitet.
1973 wurde 99 5611 mit der 99 5001 an einen Privatmann verkauft. Der neue Eigentümer setzte die Lok auf der französischen Museumseisenbahn Chemins de Fer Régionaux (CFR) zwischen Dunières und Saint-Agrève (Abschnitt der stillgelegten Bahnstrecke La Voulte-sur-Rhône–Dunières) ein. Die Lokomotive lief dort bis 1985. Dafür wurden die Wasserkästen verlängert und das Äußere, wie die Farbe und die Beschilderung, wurde dem französischen Geschmack angepasst.
2010 befand sich die veränderte 99 5611, zusammen mit 99 5001, in einer Halle im Rhônetal. In Portes-les-Valence ist die Sammlung des Monsieur Prévot untergebracht. Sie kann nicht besichtigt werden.
Die Strecke zwischen Dunières und Saint-Agrève wurde – zwischenzeitlich verwahrlost – beinahe abgerissen. Im Jahr 2002 nach einem Neuanfang als Velay-Express wiederbelebt, fahren auf der Museumsbahn weitgehend französische Fahrzeuge. Ein Exot ist die als Leihgabe erhaltene Mallet 8913, die von Henschel 1908 für die Comboios de Portugal gebaut wurde.

## Technische Merkmale
Der Innenrahmen der Lok war als Wassertank ausgeführt. Die Lok hatte Speichenräder mit Gegengewicht, die dritte Achse wurde angetrieben, die Lok hatte eine Allan-Steuerung mit Flachschiebern. Der Dampfdom befand sich auf dem vorderen Kesselschuss hinter dem Schornstein, das Ramsbottom-Sicherheitsventil war direkt vor dem Führerhaus angeordnet. Die Kästen für die Kohlevorräte waren vor dem Führerhaus. Bei der DR wurde die Beleuchtung auf elektrische Beleuchtung umgestellt.